# (19994) Трезини
(19994) Трезини (лат. Tresini) — типичный астероид главного пояса, открыт 13 октября 1990 года советскими астрономами Людмилой Карачкиной и Галиной Кастель в Крымской астрофизической обсерватории и 18 марта 2003 года назван в честь архитектора и инженера Доменико Трезини.

## Обнаружение и именование
(19994) Трезини
Открыт 13 октября 1990 года в Крымской астрофизической обсерватории Л. Г. Карачкиной и Г. Р. Кастель.
Доминико Трезини (ок. 1670—1734) — архитектор и инженер, работал в Санкт-Петербурге с 1703 года и считается первым архитектором города. Построил Петропавловскую крепость, Летний дворец Петра I и Здание Двенадцати коллегий, в котором сейчас располагается Санкт-Петербургский университет.
Оригинальный текст (англ.)19994 Tresini
Discovered 1990 Oct. 13 by L. G. Karachkina and G. R. Kastel' at the Crimean Astrophysical Observatory.
Dominico Tresini (c. 1670—1734), architect and engineer, worked in St. Petersburg beginning in 1703 and is regarded as the city's first architect. He built the Peter and Paul fortress, the Summer Palace of Peter I and the House of 12 Boards, which now houses St. Petersburg University.
Источники: 20030318/MPCPages.arc; M.P.C. 48159.

## Орбита

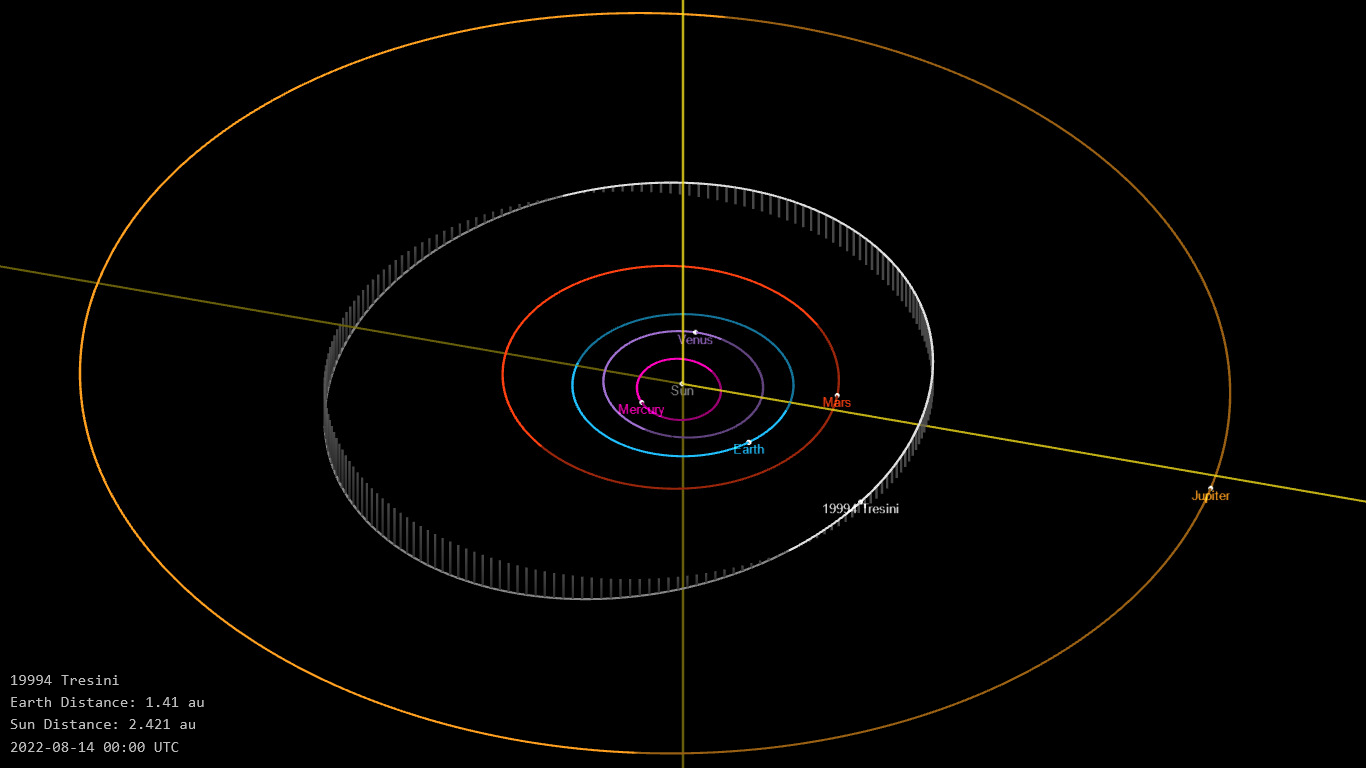
Орбита астероида Трезини и его положение в Солнечной системе

## Физические характеристики
Из наблюдений телескопа VISTA следует, что астероид относится к таксономическому классу U.
По результатам наблюдений в видимом и ближнем инфракрасном диапазоне космического телескопа NEOWISE диаметр астероида оценивался равным 5,240±0,107 км. Согласно тем же источникам альбедо оценивается как 0,2809±0,0252 и 0,281±0,025.